# Joseph Heinrich von Braitenbücher

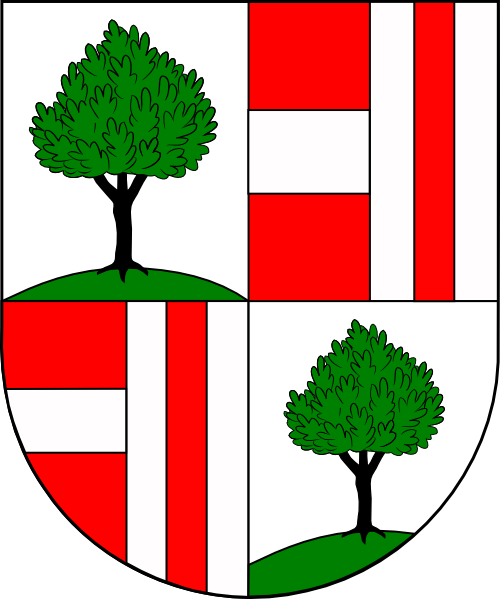
Bischöfliches Wappen

Joseph Heinrich von Braitenbücher (* 14. April 1676 in Wien; † 24. Februar 1749) war römisch-katholischer Weihbischof in Wien.

## Leben
Von Braitenbücher empfing am 1. August 1699 die Diakonen- und am 5. August desselben Jahres die Priesterweihe.
Am 12. April 1728 wurde er zum Weihbischof in Wien und Titularbischof von Antigonea ernannt. Die Bischofsweihe spendete ihm am 16. Mai desselben Jahres der Wiener Fürsterzbischof, Sigismund Kardinal von Kollonitz; Mitkonsekratoren waren Georg Xaver Marotti, Bischof von Pićan, und Giulio Sabbatini, der Titularbischof von Apollonia und spätere Bischof von Modena.
Von Braitenbücher blieb bis zu seinem Tod am 24. Februar 1749 als Weihbischof im Amt.